# Mr. Ruggerio's Neighborhood
"Mr. Ruggerio's Neighborhood" 27. je epizoda HBO-ove televizijske serije Obitelj Soprano i prva u trećoj sezoni serije. Napisao ju je David Chase, režirao Allen Coulter, a originalno je emitirana 4. ožujka 2001.

## Radnja
Nakon što FBI izgubi još jednog doušnika, agent Skip Lipari prisjeća se kako Tony svoje suradnike odvodi u podrum kako bi razgovarali o privatnoj tematici o kojoj se ne može razgovarati izvan kuće, računajući na buku grijača koji bi trebali omesti svako prisluškivanje. Ako FBI uspije nabaviti nalog za pretragu, mogli bi kvalitetno prisluškivati dom Sopranovih. Šef Frank Cubitoso i agent Harris odlaze na sud priskrbiti nalog, ali sudac ih upozorava da ne idu predaleko. FBI otkriva razdoblje od sat i 45 minuta svakog utorka kad nitko nije kući. Nakon što Sopranovi u utorak odlaze na svoje aktivnosti, a njihova sluškinja na tečaj engleskog i piknik sa svojim mužem, FBI "provaljuje" u dom Sopranovih kako bi razgledali. U podrumu otkrivaju svjetiljku koja bi mogla poslužiti kao podloga za skriveni mikrofon. Zatim odlaze i planiraju se vratiti sljedećeg utorka kako bi podmetnuli uređaj, skriven u identičnoj replici svjetiljke koja će biti zamijenjena. Međutim, i Sopranovi i FBI ubrzo se šokiraju nakon što eksplodira golemi bojler i poplavi cijeli podrum. Tony pozove svoga vodoinstalatera, g. Ruggeria i kaže mu da popravi nered. Sljedećeg tjedna, nakon što je bojler popravljen i podrum opet stavljen pod kontrolu, agenti FBI-a podmeću novu svjetiljku i brzo odlaze prije nego što se sluškinja vrati s ručka. 
U međuvremenu, Meadow se prilagođava životu na Sveučilištu Columbia gdje upoznaje svoju vrlo energičnu i nostalgičnu cimericu, Caitlin Rucker. A.J. markira s nastave kako bi s prijateljima pušio cigarete. Carmela počinje uzimati satove tenisa s Adrianom. Ubrzo se razočara kad sazna kako se trener kojeg je očekivala seli i kako će ga zamijeniti žena koja više interesa pokazuje za Adrianu.
Tony i dalje vodi svoju ekipu te je zabrinut mogućim ratom otpadom koji uključuje njegovu tvrtku, Barone Sanitation. Zatim okuplja svoje prijatelje u Satriale'su gdje ugleda još uvijek smetenog Patsyja Parisija kako oplakuje svoga ubijenog brata. Tony se ponaša kao da zapravo ne zna što se dogodilo, ali Patsy sumnja da je Tony imao nešto s tim. Sljedećeg dana, dok FBI promatra, pijani Patsy kod Tonyjeva bazena uperi pištolj u Tonyja. Međutim, zatim odloži pištolj i pomokri se u bazen.

## Glavni glumci
- James Gandolfini kao Tony Soprano
- Lorraine Bracco kao Dr. Jennifer Melfi *
- Edie Falco kao Carmela Soprano
- Michael Imperioli kao Christopher Moltisanti
- Dominic Chianese kao Corrado Soprano, Jr. *
- Steven Van Zandt kao Silvio Dante
- Tony Sirico kao Paulie Gualtieri
- Robert Iler kao Anthony Soprano, Jr.
- Jamie-Lynn Sigler kao Meadow Soprano
- Drea de Matteo kao Adriana La Cerva
- Aida Turturro kao Janice Soprano *
- Federico Castelluccio kao Furio Giunta

* samo potpis

### Gostujući glumci
- Jerry Adler kao Hesh Rabkin

#### Ostali gostujući glumci
| - Louis Lombardi kao Skip Lipari - Ari Graynor kao Caitlin Rucker - John Fiore kao Gigi Cestone - Dan Grimaldi kao Patsy Parisi - Frank Pellegrino kao Frank Cubitoso - Saundra Santiago kao Jean Cusamano - Michele de Cesare kao Hunter Scangarelo - Erica Leerhsen kao Birgit Olafsdottir - Albert Makhtsier kao Stasiu Wosilius - Katalin Pota kao Lilliana Wosilius - Robert Bogue kao Ed Restuccia - Anthony DiMaria kao Ruggeriov sin - David Mogentale kao trener Goodwin - James Murtaugh kao sudac Lapper - Frank Pando kao agent Grasso - Gary Perez kao agent Marquez - Matt Servitto kao Agent Harris | - Bryan Smyj kao agent Smyj - Colleen Werthmann kao agentica Malatesta - Jay Christanson kao agent Jongsma - Dennis Gagomiros kao agent Theophilos - Neal Jones kao agent Tancredi - Gary Evans kao FBI-ev tehničar #1 - Glenn Kessler kao FBI-ev tehničar #2 - John Deblasio kao S.E.T. Lineman - Anthony Indelicato kao S.E.T. #1 - Murphy Guyer kao S.E.T. #2 - Frank Deal kao R & D #1 - Katie C. Sparer kao R & D #2 - Matthew Breiner kao Rob - Ian Group kao Colin - Mark Karafin kao Egon Kosma - Etan Maiti kao Jason - Tommy Savas kao Xavier |

## Naslovna referenca
- G. Ruggerio je Tonyjev vodoinstalater iz susjedstva; jedan od agenata FBI-a kuću Sopranovih naziva "Mister Ruggiero's Neighborhood".
- Kao što se to dogodilo Tonyju u ovoj epizodi, stvarnom mafijašu Angelu Ruggieru kuću je ozvučio FBI, dobivši tako ključne dokaze koji su doveli do optužnice protiv Johna Gottija.
- Naslov je i referenca na dječju televizijsku seriju Mister Rogers' Neighborhood.

## Produkcija
- Iako je ova epizoda emitirana prva u trećoj sezoni, "Proshai, Livushka" je bila prva koja je snimljena.
- Kad je 2001. originalno emitirana, epizoda je bila dio dvosatne sezonske premijere.
- Federico Castelluccio (Furio Giunta) sada je potpisan u uvodnoj špici kao dio glavne glumačke postave, ali samo u epizodama u kojima se pojavljuje.
- Prva epizoda u kojoj Nancy Marchand (Livia Soprano) nije potpisana u uvodnoj špici.
- FBI-eva kodna imena za Sopranove:
  - Tony - Papa Bing / Der Bingle
  - Carmela - Mrs. Bing
  - Meadow - Princess Bing
  - A.J. - Baby Bing
  - Rezidencija Sopranovih - Tvornica kobasica (poznata i kao "Tvornica")

## Glazba
- Glazba koja svira dok Tony silazi niz svoj prilaz u prvoj sceni je uvod u "Sad Eyed Lady" sastava Alabama 3, koji izvodi i "Woke Up This Morning" iz uvodne špice.
- Epizoda uključuje "Peter Gunn Theme" (Henryja Mancinija) i "Every Breath You Take" (sastava The Police) koje je smiksala Kathryn Dayak iz HBO-a. Glazba svira dok FBI postavlja mikrofon u Tonyjevu kuću, pjesme značajne jer "Peter Gunn Theme" potječe iz detektivske serije, a stihovi "Every Breath You Take" govore o uhođenju i praćenju.
- "High Fidelity" Elvisa Costella svira na samom kraju epizode, dok Tony i Carmela razgovaraju ispred ozvučene svjetiljke.
- Vozeći se, Tony pjeva "Can't Buy a Thrill" ("Dirty Work") Steely Dana. To je vjerojatno ironična referenca na njegove ilegalne aktivnosti.
- U studentskom domu, kad Caitlyn priča Meadow o čovjeku u vlaku, u hodniku svira "Van Gogh" Ras Kassa.
- Tony sluša "Hotel California" Eaglesa dok vježba na kraju epizode.

## Vanjske poveznice
- Mr. Ruggerio's Neighborhood u internetskoj bazi filmova IMDb-a